# دوم بيترسياني

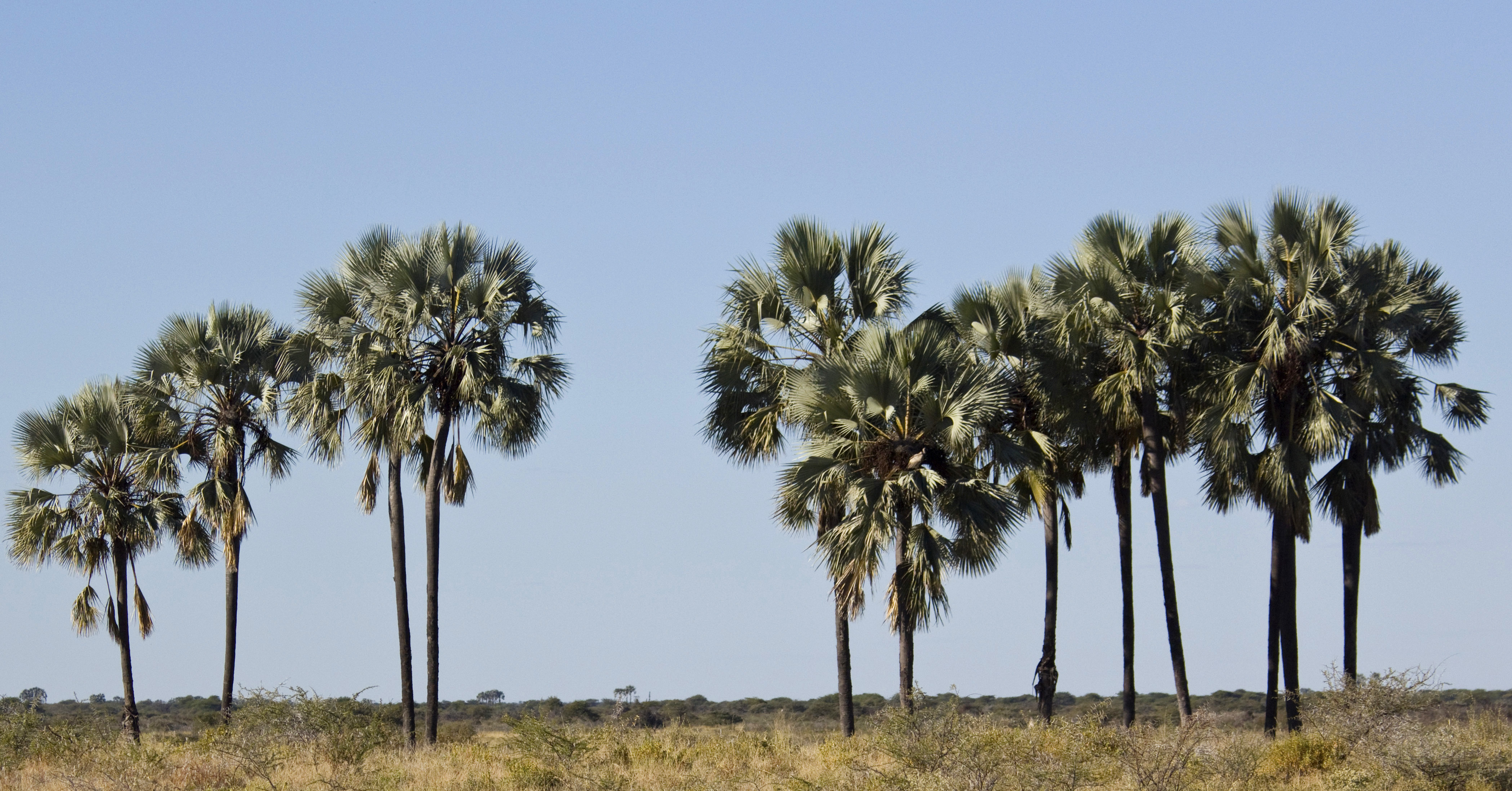
Hyphaene petersiana

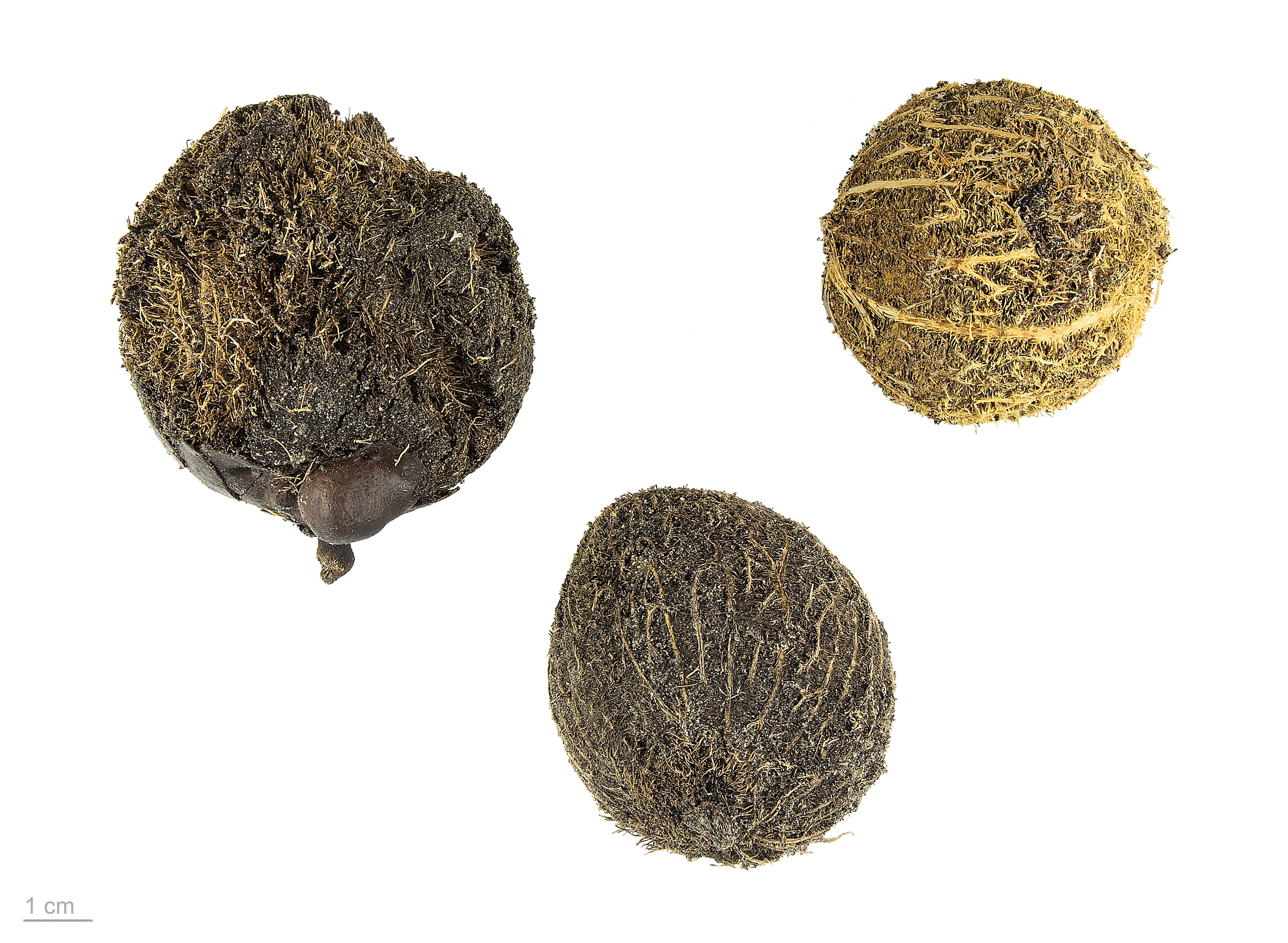
Hyphaene petersiana

دوم بيترسياني أو النخلة المروحية الحقيقية أو ماكالاني (الاسم العلمي: Hyphaene petersiana) هو نوع نباتي يتبع جنس الدوم من فصيلة الفوفلية. سمي هذا النوع نسبةً إلى عالم الطبيعة الألماني فيلهلم بيترس. و يطلق عليه اسم ماكالاني محليا في ناميبيا